# Heteronyx confertus
Heteronyx confertus är en skalbaggsart som beskrevs av Blackburn 1910. Heteronyx confertus ingår i släktet Heteronyx och familjen Melolonthidae. Inga underarter finns listade i Catalogue of Life.